# European Crystallographic Association
European Crystallographic Association (ECA) er en uafhængig videnskabelig organisation, der repræsenterer både nationale krystallografiske foreninger i Europa og individuelle medlemmer. ECA blev grundlagt i 1997 og havde i maj 2021 35 nationale medlemmer, samt flere hundrede individuelle medlemmer. ECA er en af de regionale medlemsorganisationer i International Union of Crystallography (IUCr). De andre uafhængige regionale medlemsorganisationer af IUCr er American Crystallographic Association, Asian Crystallographic Association og Latin American Crystallographic Association. Foreningen er registreret efter hollandsk lov i Nijmegen.
ECA's mission er at fremme krystallografi i alle dens aspekter, herunder det beslægtede område for ikke-krystallinsk faststof, samt at udvide det europæiske samarbejde inden for krystallografi. Disse mål realiseres gennem støtte til krystallografiske konferencer, workshops og skoler både i Europa og Afrika.

## Historie
ECA blev grundlagt i 1997 på det 17. europæiske krystallografiske møde (ECM) i Lissabon som efterfølger til European Crystallographic Committee (ECC), der har eksisteret siden 1972 og organiseret tidligere ECM'er. ECA's tidlige historie indtil ECM 25 i Istanbul er blevet offentliggjort af C. Lecomte. Den nyere historie blev opsummeret på ECM 28 i Warwick/England i 2013.

## Organisation
ECA's styrende organer er Rådet og Eksekutivkomitéen. Rådet udarbejder alle ECA's politikker, og hvert nationalt medlem er repræsenteret af et rådsmedlem. De individuelle medlemmer vælger et rådsmedlem for hver 100 medlemmer. Eksekutivkomitéen er ansvarlig for den daglige drift mellem rådsmøderne.
Specialinteressegrupper (SIG'er) og generelle interessegrupper (GIG'er) er en platform for videnskabsfolk, der deler samme videnskabelige interesser. Både SIG'er og GIG'er bidrager aktivt til det videnskabelige program for de europæiske krystallografiske møder.

## Priser
ECA uddeler Max Perutz-prisen for særlige præstationer inden for et hvilket som helst krystallografisk område. Sammen med European Neutron Scattering Association (ENSA) uddeler ECA Erwin-Félix Lewy-Bertaut (en)prisen til en ung videnskabsmand som anerkendelse af bemærkelsesværdige bidrag til undersøgelse af stof ved hjælp af krystallografiske eller neutronsprednings-metoder. George M. Sheldrick (en)-prisen anerkender fremragende videnskabelige bidrag fra ikke-ansatte forskere inden for alle strukturelle videnskaber. Alajos Kálmán (eo)prisen, der uddeles i samarbejde med Hungarian Chemical Society, anerkender ekstraordinære videnskabelige bidrag til strukturvidenskab i løbet af de sidste 5-10 år. Lodovico Riva di Sanseverino-prisen tildeles enkeltpersoner for betydelige bidrag til udbredelsen af 

## Eksterne links
- ecanews.org